# Cryptus irroratorius
Cryptus irroratorius là một loài tò vò trong họ Ichneumonidae.